# La Baie de Weymouth à l'approche de l'orage
La Baie de Weymouth à l'approche de l'orage est un tableau réalisé en 1818-1819 par le peintre britannique John Constable, qui l'agrandit et le retouche à la fin des années 1820. De format horizontal, cette huile sur toile est un paysage qui représente la baie de Weymouth, dans le Dorset, en Angleterre, sous un ciel devenant orageux. Reçue en don en 1873, l'œuvre est conservée au musée du Louvre, à Paris, en France.